# 1945년 하르츠 영토 교환

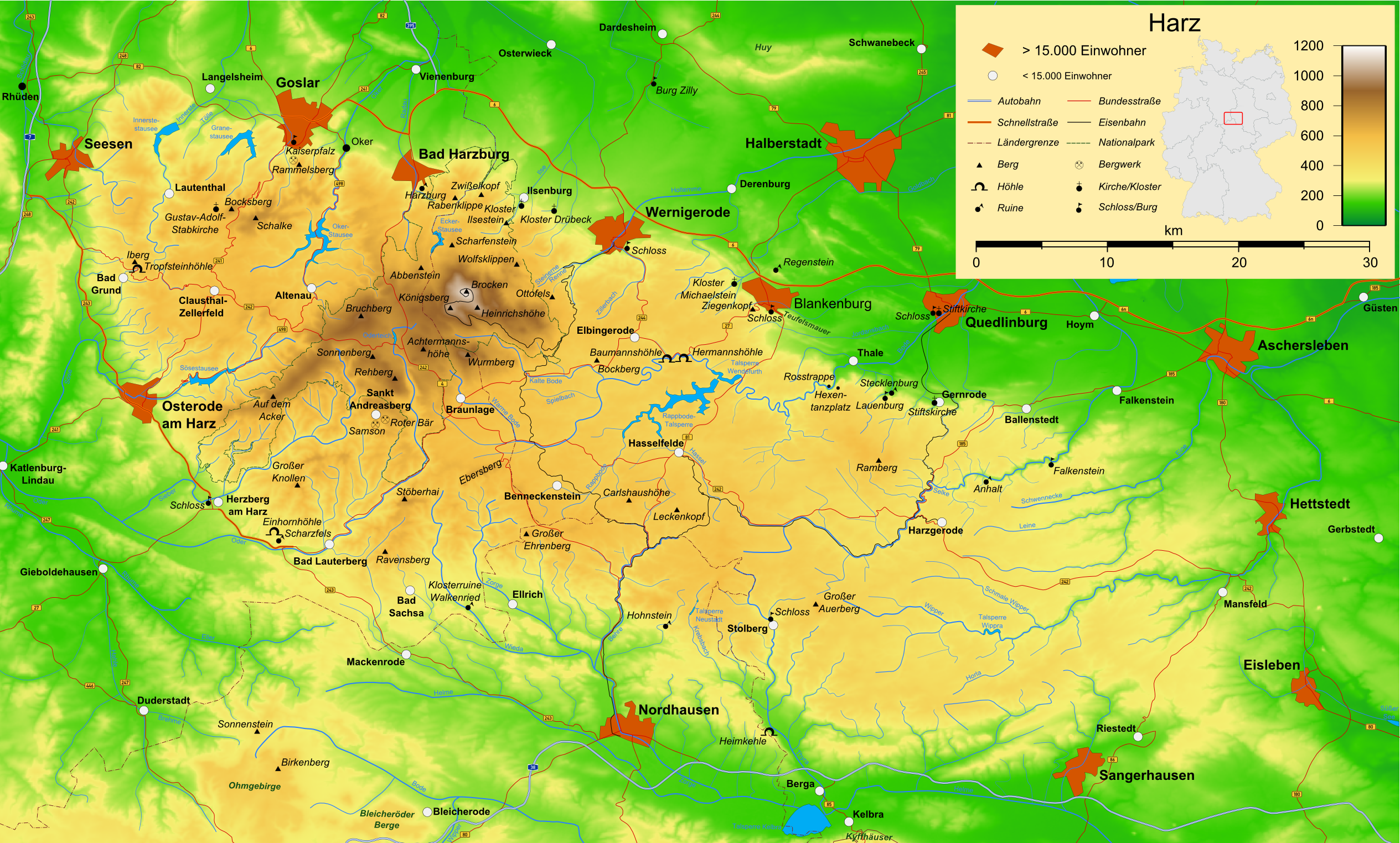
하르츠 산맥 일대 지도

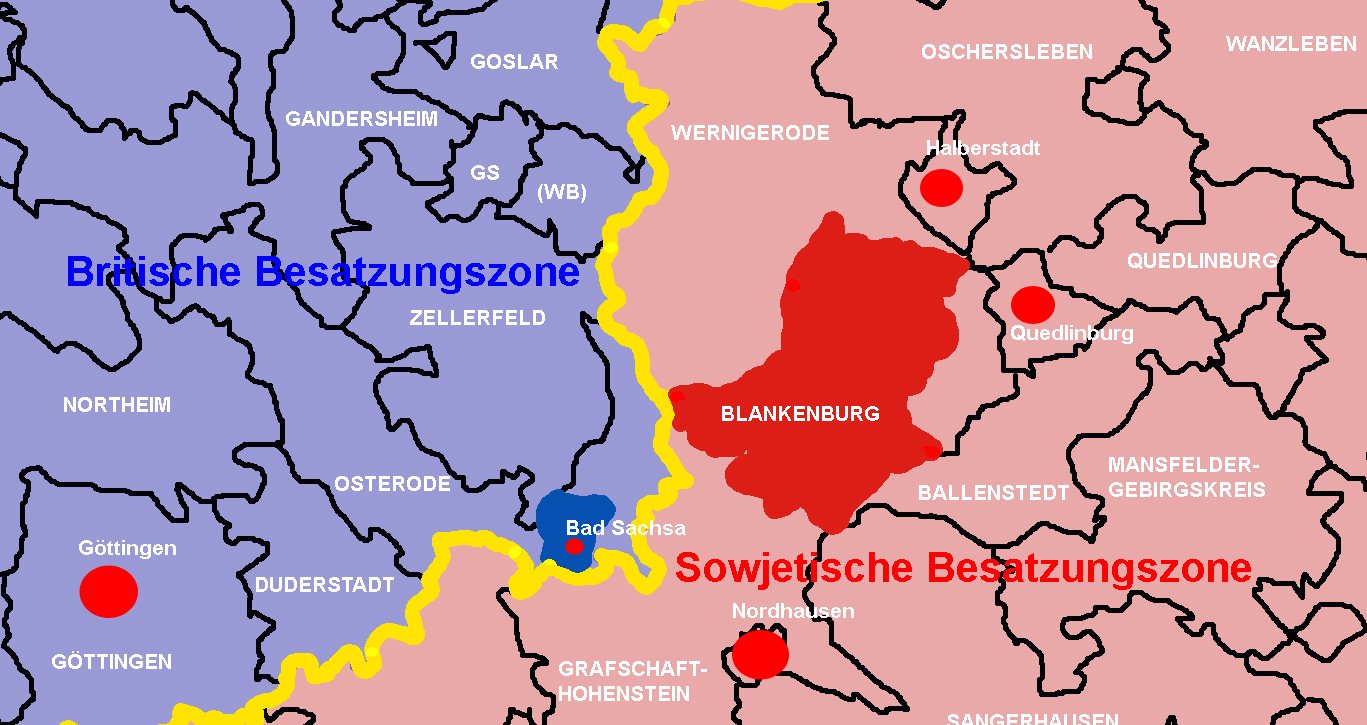
1945년 7월 23일 영토 교환에 포함된 지역. 어두운 빨간색: 영국에서 소련 점령 지구로 변경. 어두운 파란색: 소련에서 영국 점령 지구로 변경. 노란색: 영토 교환 이후의 점령지간 경계.

1945년 7월 23일 하르츠 영토 교환은 연합군 점령하 독일에서 일어났던 가장 큰 점령지간 영토 교환이다. 하르츠 산맥 일대에서 430 km²에 달하는 영토의 소유권이 변경되었고, 이에 영향을 받는 인구는 36,000명 이상이었다.

## 역사

### 배경
영국은 1945년 7월 5일 점령한 독일의 영토 일부를 소련에 양도하면서 영국 점령 지구의 에너지 자원 공급에 문제가 생겼다. 헬름슈테트 갈탄 지대의 동쪽에 위치한 하르프케 화력 발전소는 점령지간 경계선에서 약 500 m 동쪽에 위치해 있었다. 이에 영국은 영토 교환을 통해서 에너지 문제를 해결하려고 했다.
당시 엘베강 서안 마그데부르크주 지역은 1945년 4월부터 미군과 영국군의 공세로 인하여 미국 제9군의 통제 하에 있었다. 군정 당국의 임무를 위해서 미군과 함께 영국 군정 파견단(Military Government Detachments)이 파견되어 있었다. 군정 당국의 최우선 과제는 실향민의 즉각적인 귀향과 공공 질서의 회복이었다.
1945년 5월 중순부터 튀링겐주에 주둔하고 있었던 미국 제1군이 이전하기 시작했고, 그 자리에는 새로 제9군이 주둔했다. 제9군이 빠져나간 마그데부르크주에는 영국 제21집단군이 주둔했으며 영국의 통제 하에 들어갔다. 마그데부르크주를 담당했던 군정 기관은 하노버에 있었던 229/305 영국 군정 파견단에 소속되어 제30군단(XXX Corps)의 지휘를 받게 되었다.
영국은 이때가 되어서야 1945년 2월 얄타 회담에서 확정된 영국과 소련 점령지의 경계가 영국 점령지의 경제적인 생존권을 보장할 수 없음을 알게 되었다. 영국 점령지에 있었던 발전소만으로는 북서부 독일에 에너지 공급을 하기에 부족했음이 밝혀졌다. 이 사실은 영국 런던에 있는 공공 기록 보관소(Public Record Office)에 보존되어 있다. 229/305 Provinz MilGovDet의 주간 보고에 의하면 영국 점령지에 필요한 전력의 65%를 소련 점령지에 있었던 마그데부르크주의 하르프케 석탄 화력 발전소에서 생산하고 있었다. 6월 초까지 영국은 미국과 합의한 라이프치히 지역의 파이프라인을 통해서 북서부 독일에 안정적인 에너지 공급을 할 수 있다고 가정하고 있었다.
당시 미국 트루먼 대통령은 영국 처칠 총리와 짧은 협의 끝에 1945년 6월 11일까지 소련 점령지에서 영국군과 미군을 철수시키겠다고 6월 1일에 발표했고, 이는 영국인들을 놀라게 했다. 얄타 회담에서 결정된 점령지로의 급속한 철군 때문에 영국군 점령 하의 북서부 독일에 에너지 공급 위기가 예상되었다.

### 1945년 6월 15일 제안

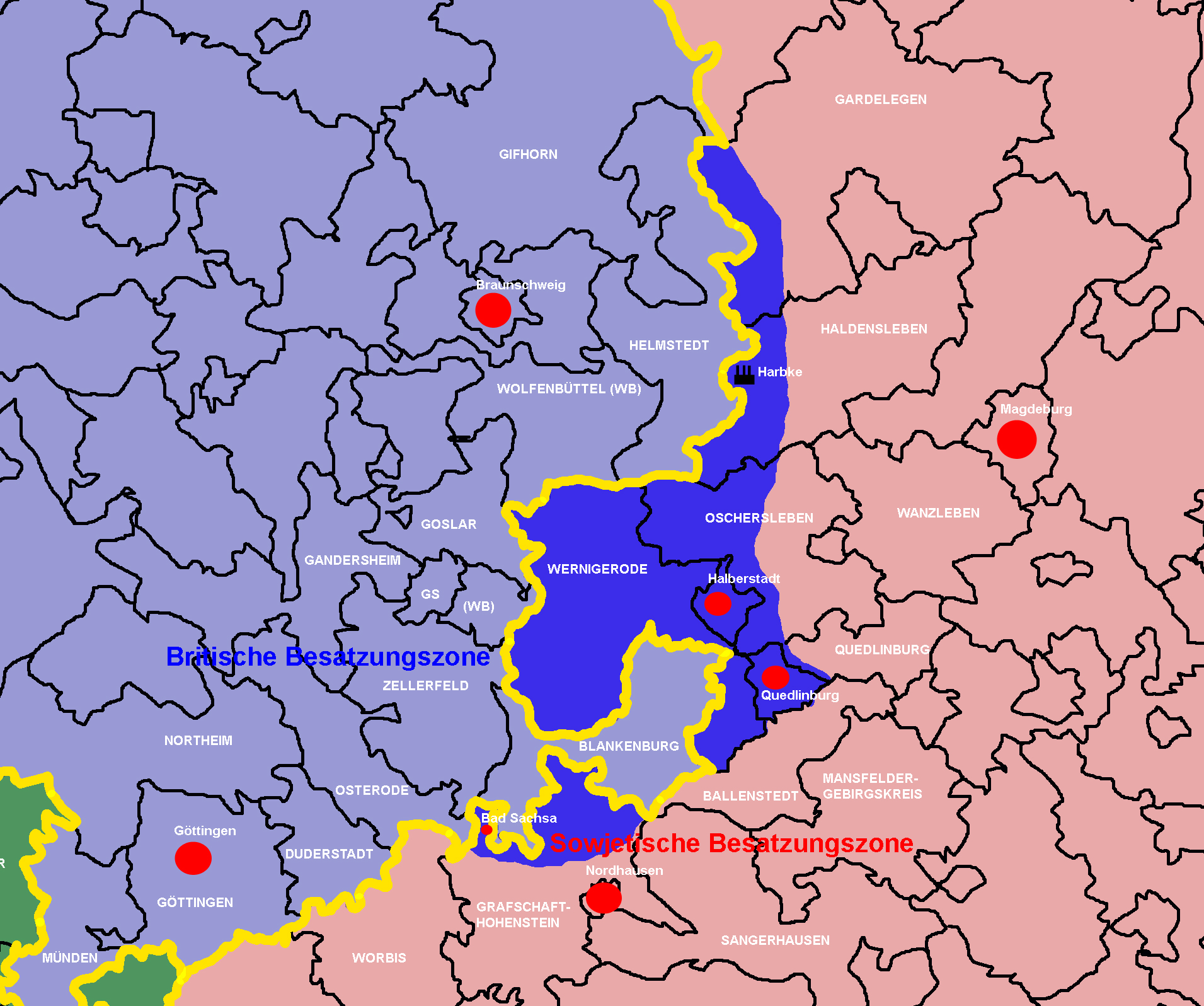
1945년 6월 15일 229 (P) MilGovDet Hanover의 제안

하노버주와 브라운슈바이크주의 군정 229/305 (P) MilGovDet에서는 제30군단에게 영국 점령 지구를 동쪽의 마그데부르크주로 추가로 확장했을 때의 경제적 불이익을 보상해야 한다고 주장했다. 1945년 6월 15일 제30군단의 군정청에서 받은 공문에서는 니더작센 지역과의 경제적 통합을 전제로 마그데부르크주의 일부를 영국 점령지에 통합해야 한다고 주장했다.
구체적인 방안은 다음과 같다.
- 베르니게로데군: 지자체 46개, 721 km², 74,441명
- 크베들린부르크군(크베들린부르크 포함): 지자체 13개, 150 km², 60,736명
- 오셔스레벤군: 지자체 35개, 320 km², 40,377명
- 할덴스레벤군: 지자체 24개, 300 km², 21,000명
- 가르데레겐군: 지자체 12개, 200 km², 13,800명
- 그라프샤프트 호엔슈타인군: 지자체 17개, 160 km², 22,970명

제21집단군에 제출한 제30군단의 제안은 1945년 7월 5일 미군과 영국군이 소련 점령 지구에서 철군한 영토의 많은 부분을 포함하고 있었기 때문에 소련을 우롱하는 것으로 비칠 수 있었다. 실제로 영국에서는 이 사실을 알고 있었고 이 영토 교환 제안이 성공하지 못할 것이라고 생각했다. 그러나 하르프케 화력 발전소에서 생산한 에너지는 영국에 중요했기 때문에 제30군단 사령관은 1945년 7월 10일 제21군에 제출할 다른 제안을 준비했다.

### 대안 제안

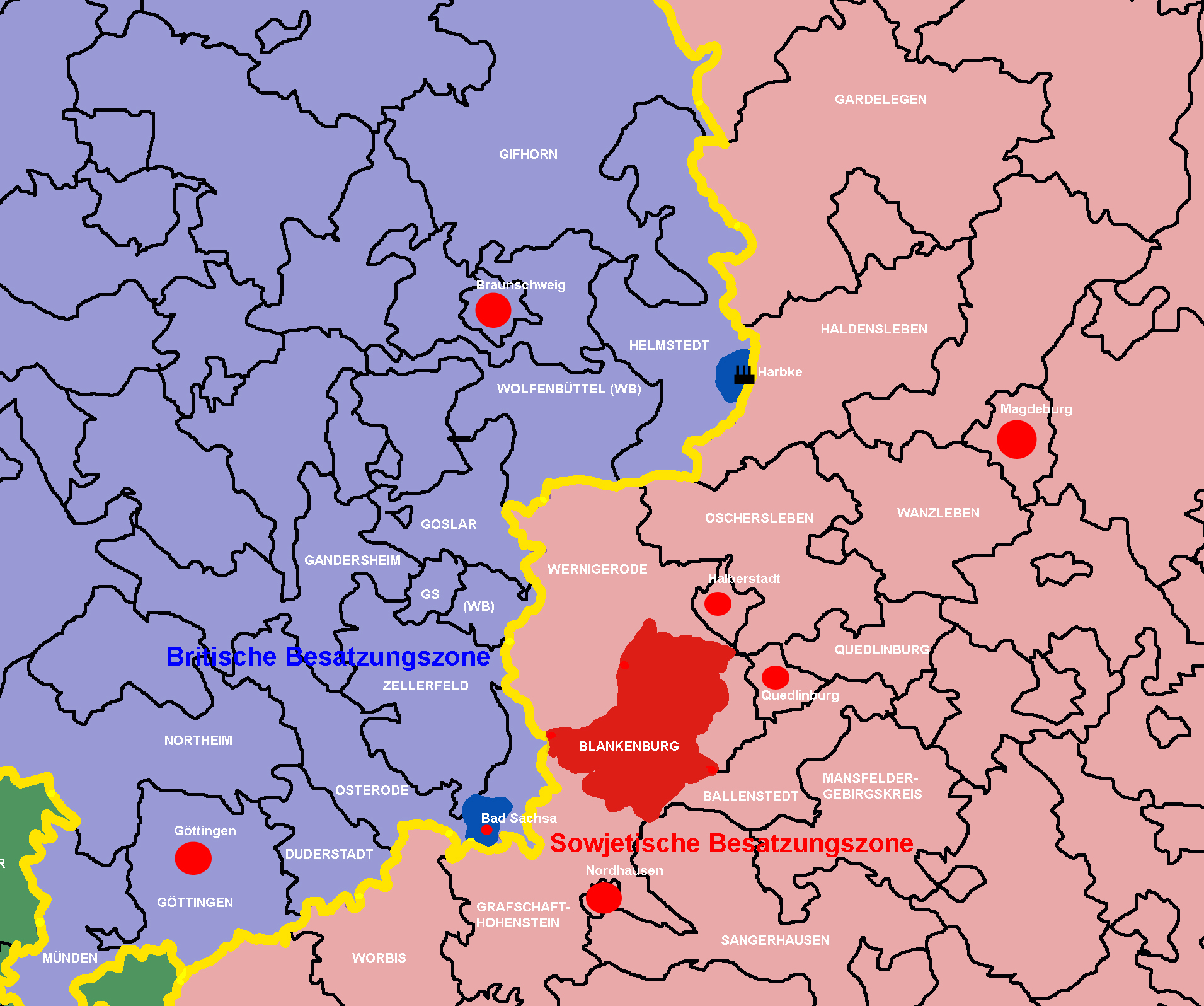
1945년 7월 10일 영국 제21집단군의 대안 제안

제21집단군 참모총장 데이비드 벨헴(David Belchem) 준장은 1945년 7월 10일에 독일 통제 위원회(Control Commision for Germany)에 229/305 (P) MilGovDet의 제안을 먼저 소련과 협상하기를 추천했고, 제30군단의 제안은 이 안이 거부되었을 때의 대안으로 제시했다. 이 안은 하르프케시와 하르프케 발전소 및 남부 하르츠 산지의 바트 작사(Bad Sachsa)를 영국군이 인수하고, 브라운슈바이크주의 블랑켄부르크군의 일부를 소련에 양도하는 것이다.

### 협상과 영토 교환
대안 제안을 기반으로 1945년 7월 10일부터 영토 교환 협상이 시작되었다. 영국 측에서는 제30군단 사령관 브라이언 호록스 중장, 소련 측에서는 제47군의제12 근위소총군단 사령관이 협상에 참여했다. 영국 측에서는 헬름슈테트 갈탄 지대의 석탄을 공급하는 대가로 하르프케 발전소의 전력 생산량 75%를 얻을 수 있었으나, 소련은 발전소 그 자체를 양도하지는 않으려고 했다.
1945년 7월 12일 블랑켄부르크군 동부 지역을 영국에서 소련으로, 테텐보른(Tettenborn)을 포함한 바트 작사(Bad Sachsa)시를 소련에서 영국으로 교환하기로 합의했다.
1945년 7월 18일 제21집단군은 제30군단 사령관이 협약을 비준하는 것을 승인했고, 영토 교환 일시는 1945년 7월 23일 오전 8시로 예정되었다. 그 때까지 영국은 블랑켄부르크군에 주둔하고 있었던 제111군정파견단을 철수했고 주둔하고 있었던 제5보병사단은 1945년 7월 22일까지 철군하도록 지시했다.
이 합의는 블랑켄부르크 지역의 약 30,000명의 인구에 영향을 주었다. 블랑켄부르크, 벤칭케로데, 하임부르크, 티멘로데, 카텐슈테트, 휘텐로데, 빈로데, 알텐브라크, 트레세부르크, 알로데, 하셀펠데, 슈타이게, 트라우텐슈타인, 타네 지역이 영향을 받았다. 그라프샤프트 호엔슈타인군에서는 바트 작사 및 테텐보른의 6,000명에게 영향을 주었다.
영국과 소련은 대량 인구 유출을 피하기 위해서 영토 교환을 공개하지 않았다.

### 통제 위원회에서 영국의 각서
협상 결과는 유럽자문위원회에 알려졌지만 런던 협약의 제3차 개정에는 반영되지 못했다. 영국과 소련 점령지간 경계선 변경에 법적 구속력을 부여하기 위하여 영국은 독일 통제 위원회의 대표인 몽고메리 원수가 서명한 각서 초안을 준비했고, 1945년 7월 30일에 연합군 통제 위원회에 제출했다. 해당 각서에서는 영국과 소련 점령지간 영토 교환을 문서화했다.
다음 영토 교환이 문서에 포함되었다.
- 뤼네부르크군의 엘베강 동안 지역인 암트 노이하우스를 소련에 할양한다.
- 블랑켄부르크군의 바르메 보데강 동안 지역인 블랑켄부르크군을 소련에 할양한다.
- 그라프샤프트 호엔슈타인군의 바트 작사시와 테텐보른을 영국에 할양한다.

하르프케 발전소에서 영국 점령지로 전력을 공급하려고 했던 영국의 실제 의도나 헬름슈테트 광산에서 소련으로 갈탄을 공급하는 조항은 각서에 언급되어 있지 않다. 이 협약은 1945년 10월 하르프케 협정의 양자 협약에 포함되었으며, 1952년까지 갈탄 공급을 보장하고 에너지 공급을 확보했다.

### 결과

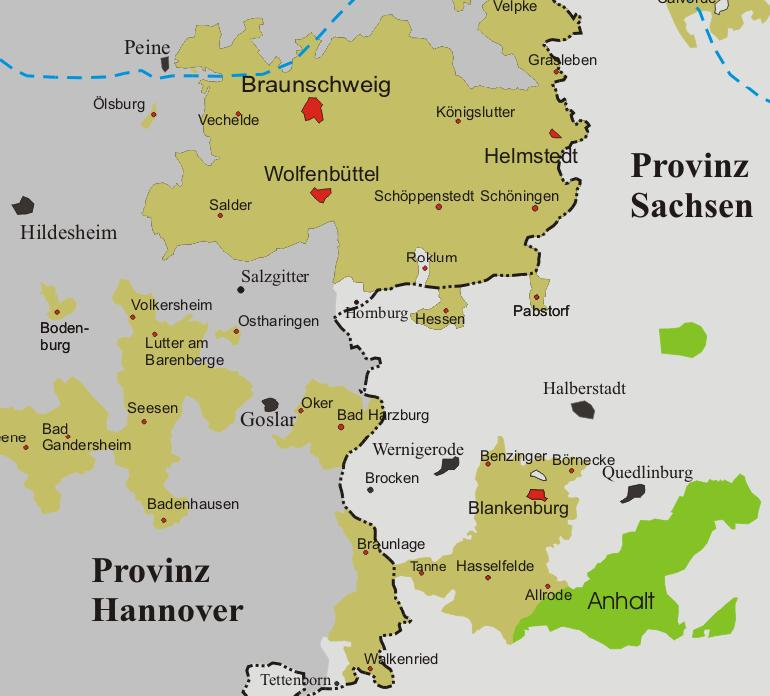
1945년 브라운슈바이크주 경계선(양독 국경)

브라운슈바이크주의 블랑켄부르크군은 조르게(Sorge) 지역 서쪽의 좁은 지점을 기준으로 분할되었다. 블랑켄부르크시가 있는 군 지역의 동쪽은 소련 점령 지역이 되었다. 교환된 영토에 살고 있는 사람들은 재산을 유지한 채 지역에 계속 거주했다. 동독이 건국되고 국경에 장벽이 설치되면서 교환된 영토는 사실상 새로운 지역과 통합되었다.
1945년 9월 1일 바트 작사와 테텐보른은 영국 점령 지역의 오스테로데 암 하르츠(Osterode am Harz)군으로 편입되었다.
1954년부터 1996년까지 베스트팔렌 개신교회의 헤르포르트 교구는 바트 작사와 테텐보른 교구의 관리를 동독의 작센 개신교회에서 위임받았다.
튀링겐주 법률에 위하여 그라프샤프트 호엔슈타인군은 1945년 10월 19일 노르트하우젠군으로 이름이 변경되었다.
과거 블랑켄부르크군의 동부 지역(브라운라게 및 니더작센 지역 제외)은 1950년 6월 30일까지 독립된 군으로 존재했다가 크베들린부르크군과 베르니게로데군으로 분할되었다. 서독 관할 블랑켄부르크군은 1972년 니더작센 행정 구역 개편으로 해체되었고 고슬라어군 및 오스테로데 암 하르츠군에 편입되었다.
1990년 독일 통일 이후에도 영토 교환은 취소되지 않았다. 암트 노이하우스군만 1993년 6월 30일에 니더작센의 뤼네부르크군으로 되돌아갔다. 과거 블랑켄부르크군의 동부 지역 독일 개신교회 교구는 브라운슈바이크 지방교회로 되돌아갔다.

## 현재 연구 및 처리
하르츠 지역 영토 교환에 관련된 기록은 영국 런던의 영국 국립 공문서관에 보관되어 있다.
영토 교환에 대한 3개국어로 진행된 연구는 2020년 이후 시민 과학 프로젝트의 일부로 바트 작사 국경 박물관에 보관되었다.

## 같이 보기
- 반프리트 조약
- 노르트하임-노르트하우젠선

## 참고 문헌
- Statistik des Deutschen Reichs: Amtliches Gemeindeverzeichnis für das Deutsche Reich. Band 450, Berlin 1939.
- Wolfgang Marienfeld: Konferenzen über Deutschland – Die alliierte Deutschlandplanung und Deutschlandpolitik 1941–1949. Verlag für Literatur und Zeitgeschehen, Hannover 1963.
- Eberhard Doll: Die Geschichte des Grenzschutzkommandos Nord 1951–1991. Hrsg. Grenzschutzkommando Nord, Hannover 1991, ISBN 978-3-98025-852-4.
- Klaus-Dietmar Henke: Die amerikanische Besetzung Deutschlands. Band 27, Hrsg. Institut für Zeitgeschichte, R. Oldenbourg Verlag, München 1996, ISBN 978-3-48656-175-3, S. 739.
- Earl F. Ziemke: The U.S. Army in the Occupation of Germany 1944–1946. Hrsg. University Press of the Pacific, Forest Grove (Oregon) 2005, ISBN 978-1-41022-197-1.
- Volker Koop: Besetzt – Britische Besatzungspolitik in Deutschland. be.bra Verlag, Berlin 2008, ISBN 978-3-89809-076-6.
- Gerhard Möller: Als »die Russen« kamen – und gingen. Zum Wechsel von Bad Sachsa und Tettenborn aus der sowjetischen in die britische Besatzungszone im Juli 1945. In: Harz-Zeitschrift, 60. Jahrgang, Hrsg. Harz-Verein für Geschichte und Altertumskunde, Lukas Verlag, Berlin 2008, ISBN 978-3-86732-042-9, S. 169–196.
- Horst Möller, Alexandr O. Tschubarjan (Hrsg.): SMAD-Handbuch – Die Sowjetische Militäradministration in Deutschland 1945–1949. Oldenbourg Verlag, München 2009, ISBN 978-3-48658-696-1, S. 63.
- Uwe Oberdiek: Blankenburgs Teilungsdokumente werden in London verwahrt – Vor über 75 Jahren führte der größte Gebietstausch im besetzten Deutschland zu einschneidenen territorialen Veränderungen im Harz. In: ZwischenRuf 01|2021 – Das Magazin des Landtags von Sachsen-Anhalt, S. 18–19. → PDF-Datei